# Xanthorhoe incanata
Xanthorhoe incanata là một loài bướm đêm trong họ Geometridae.